# Ебянь-Їський автономний повіт
29°13′57″ пн. ш. 103°15′32″ сх. д. / 29.23249° пн. ш. 103.25875° сх. д.
Ебянь-Їський автономний повіт (кит. 峨边彝族自治县, пін. Ébiān Yízú Zìzhìxiàn) — один із повітів КНР у складі префектури Лешань, провінція Сичуань. Адміністративний центр — містечко Шапін.

## Географія
Ебянь-Їський автономний повіт лежить у горах Гендуаншань, на півночі виходить до річки Дадухе.

### Клімат
Повіт знаходиться у зоні, котра характеризується вологим субтропічним кліматом. Найтепліший місяць — липень із середньою температурою 25,3 °C. Найхолодніший місяць — січень, із середньою температурою 6,9 °С.
| Клімат повіту Ебянь-Ї   | Клімат повіту Ебянь-Ї | Клімат повіту Ебянь-Ї | Клімат повіту Ебянь-Ї | Клімат повіту Ебянь-Ї | Клімат повіту Ебянь-Ї | Клімат повіту Ебянь-Ї | Клімат повіту Ебянь-Ї | Клімат повіту Ебянь-Ї | Клімат повіту Ебянь-Ї | Клімат повіту Ебянь-Ї | Клімат повіту Ебянь-Ї | Клімат повіту Ебянь-Ї | Клімат повіту Ебянь-Ї |
| Показник                | Січ.                  | Лют.                  | Бер.                  | Квіт.                 | Трав.                 | Черв.                 | Лип.                  | Серп.                 | Вер.                  | Жовт.                 | Лист.                 | Груд.                 | Рік                   |
| Середній максимум, °C   | 10                    | 12,1                  | 16,6                  | 22                    | 26                    | 27,9                  | 30,1                  | 29,7                  | 25,6                  | 20,5                  | 16,4                  | 11,3                  | 20,7                  |
| Середня температура, °C | 6,9                   | 8,7                   | 12,4                  | 17,3                  | 21,2                  | 23,3                  | 25,3                  | 24,8                  | 21,4                  | 17,2                  | 13,1                  | 8,3                   | 16,7                  |
| Середній мінімум, °C    | 4,5                   | 6,2                   | 9,2                   | 13,6                  | 17,4                  | 19,9                  | 21,6                  | 21,3                  | 18,6                  | 14,9                  | 10,7                  | 6,1                   | 13,7                  |
| Норма опадів, мм        | 3.6                   | 10.3                  | 26.5                  | 70.4                  | 90                    | 106.6                 | 163.7                 | 184.2                 | 83.9                  | 40.9                  | 20                    | 3.8                   | 803.9                 |
| Вологість повітря, %    | 75                    | 75                    | 73                    | 73                    | 72                    | 78                    | 80                    | 81                    | 82                    | 82                    | 79                    | 76                    | 77.2                  |
| ----------------------- | --------------------- | --------------------- | --------------------- | --------------------- | --------------------- | --------------------- | --------------------- | --------------------- | --------------------- | --------------------- | --------------------- | --------------------- | --------------------- |
| Джерело: data.cma.cn    |                       |                       |                       |                       |                       |                       |                       |                       |                       |                       |                       |                       |                       |